# بيليم دو بياوي
بيليم دو بياوي بلدية في ولاية بياوي في المنطقة الشمالية الشرقية من البرازيل.